# The Muppets' Wizard of Oz
The Muppets' Wizard of Oz é o telefilme norte-americano de 2005, do gênero fantasia musical dirigido por Kirk R. Thatcher. É o segundo filme a ser feito para a televisão na franquia Muppets. O filme é estrelado por Ashanti, Jeffrey Tambor, Quentin Tarantino, David Alan Grier, Queen Latifah, Steve Whitmire, Dave Goelz, Bill Barretta e Eric Jacobson.
Uma adaptação contemporânea do romance de 1900, The Wonderful Wizard of Oz de L. Frank Baum, a história segue a jovem Dorothy Gale, que trabalha na lanchonete de sua Tia Emma, mas sonha em se tornar uma cantora em algum lugar além de sua pequena cidade no Kansas. Levada por um tornado, em seu trailer com o camarão de estimação Totó, ela pousa em Oz e embarca em uma jornada para encontrar o Mágico que pode ajudá-la a realizar seus sonhos.
Logo depois que a The Walt Disney Company comprou os direitos da franquia Muppets em 2004, a pré-produção ocorreu em fevereiro de 2004, e a fotografia principal começou sete meses depois. A ABC fez várias mudanças depois que o roteiro inicial foi escrito, decidindo por fim adaptar os elementos da trama do romance original de Baum em vez do filme musical de 1939 da Metro-Goldwyn-Mayer, The Wizard of Oz  (uma vez que o filme original de 1939 atualmente propriedade da Warner Bros./Turner). The Muppets' Wizard of Oz se tornou um musical e incluiu cinco novas canções escritas e compostas por Michael Giacchino.
É o primeiro filme dos Muppets sem o envolvimento do veterano Jerry Nelson, após sua aposentadoria em 2004 do desempenho físico. Seus personagens de Lew Zealand e Floyd Pepper foram interpretados respectivamente por Bill Barretta e John Kennedy. Barretta também estreia como o novo intérprete permanente de Dr. Dentuço, personagem originalmente interpretado por Jim Henson. A produção também marcou a estreia no cinema de Eric Jacobson como o intérprete de Sam, a Águia, personagem originalmente interpretado por Frank Oz.
The Muppets' Wizard of Oz estreou em 27 de abril de 2005 no Festival de Cinema de Tribeca, e fez sua estréia na televisão na ABC em 20 de maio de 2005, como ABC Movie of the Week. O filme recebeu críticas mistas e negativas da crítica, que considerou o filme muito maduro para o público jovem e que as participações especiais e as referências da cultura popular eram desnecessárias.

## Enredo
Dorothy Gale (Ashanti) é uma adolescente órfã que mora em um parque de trailers em Kansas. Ela Tia Emma (Queen Latifah) e Tio Henry (David Alan Grier) possuem uma lanchonete, onde Dorothy trabalha para hospedagem e alimentação. Seu sonho de se tornar uma cantora é pequeno, mas quando espera por algum caminhoneiro, Dorothy ouve que os Muppets estão conduzindo um show cross-country chamado "Star Hunt" e estão procurando por um cantor reserva. Tia Emma desaprova, mas com os melhores votos de tio Henry, ela vai para o teste. No entanto, os Muppets estão prestes a encerrar a audição, e Dorothy só consegue dar a eles um CD demo que ela criou anteriormente. Ao voltar para casa, o som da sirene da defesa civil quando um tornado está se dirigindo ao parque de caravanas de Dorothy. Quando a Tia Emma e o tio Henry correm para o abrigo contra tempestades do condado por segurança, Dorothy corre de volta para a casa móvel de sua família para pegar Totó, seu animal de estimação camarão. Ela não consegue sair a tempo, e os dois são varridos pelo tornado nos vastos campos do Kansas. Quando Dorothy sai dos destroços, ela descobre que Totó (Pepé, o Camarão-rei) pode falar e que ela não está mais no Kansas.
Dorothy e Toto descobrem que estão em Munchkinland, uma pequena cidade que faz parte da vasta Terra de Oz. Depois de discutir sua situação com o povo da cidade, os Munchkins (interpretados por Rizzo, o Rato e os outros ratos), ela descobre que o governante da terra, o Mágico, tem o poder para realizar seu desejo de se tornar uma cantora famosa. Ela conhece a Bruxa Boa do Norte (Miss Piggy), e recebe um par de Sapatos de Prata Mágicos dos Bruxa Malvada do Leste (Miss Piggy), a irmã da Bruxa do Norte que foi morta quando o trailer de Dorothy caiu sobre ela.  Logo depois, ela embarca em uma jornada com Toto na estrada dos tijolos amarelos para encontrar o Mágico de Oz, que mora na Cidade das Esmeraldas, a capital de Oz. Em sua jornada, ela conhece três criaturas: um Espantalho (Caco, o Sapo), um Coisa de Lata (Gonzo), e um Leão Covarde (Fozzie). Eles também procuram o Mágico de Oz para lhes dar cérebro, coração e coragem, respectivamente. O grupo encontra vários obstáculos envolvendo um desfiladeiro profundo onde os críticos de Kalidah (Statler e Waldorf) os estão incomodando e um Poppy Field Club administrado por Clifford que quase os faz dormir. Depois de chegar à Cidade das Esmeraldas e encontrar o Mágico, Dorothy e seus amigos são enviados para recuperar o olho mágico da Bruxa Má do Oeste, uma ferramenta que ela usa para ver tudo o que deseja na Terra de Oz.
O grupo assume que completar esta tarefa resultará na realização de seus desejos. A Bruxa Malvada do Oeste (Miss Piggy) os vê chegando e consulta seu animal de estimação Foo-Foo e seu capanga Johnny Fiama quando a Bruxa Malvada do Oeste planeja ter sua matilha de 40 grandes lobos comedores de homens, um bando de 40 corvos de desespero, um enxame de abelhas negras furiosas, um grupo de esquilos ferozes, ou um grupo de cacatuas sedentas de sangue para acabar com eles, Johnny diz a ela que os animais que trabalham para ela estão indisponíveis por vários motivos.  Isso a força a usar seu boné mágico de motociclista para chamar Sal Minella e os outros Macacos voadores (interpretados por Sweetums, Crazy Harry, Black Dog, Calico, Old Tom, Spotted Dick e Aretha de Fraggle Rock) para lidar com eles. A Bruxa e os Macacos Voadores capturam Dorothy, Totó e Leão enquanto o Espantalho e a Coisa de Lata são desmontados pelos Macacos Voadores.
Depois de ser ameaçado de morte por ela, Toto chama os Munchkins, que libertam ele e Dorothy e prendem a bruxa. Durante a batalha final, corta para uma cena onde Quentin Tarantino está tendo uma reunião com Caco, discutindo ideias de como Dorothy pode derrotar a Bruxa Má do Oeste. As ideias de Tarantino são consideradas muito caras e violentas para um filme dos Muppets, então eles concordam que Dorothy dê um chute forte na bruxa.  Retornando à ação, Dorothy chuta a bruxa para seu próprio "banho de água engarrafada", que contém água da torneira (à qual ela é gravemente alérgica). Angel Marie admitiu que encheu as garrafas de água com água da torneira para reabastecê-las. Esta ação faz com que a Bruxa Má do Oeste derreta enquanto Johnny desvia os olhos de Foo-Foo. Com a Bruxa Má do Oeste morta, Dorothy encontra o olho mágico flutuando ileso na banheira e o agarra.
Dorothy ganha o controle dos Flying Monkeys devolvendo o Magic Biker Cap do grupo para Sal Minella. Ela reconstruiu o Espantalho e a Coisa de Lata pelos Macacos Voadores. Em seguida, ela e seus amigos viajam de volta para a Cidade das Esmeraldas para ter seus desejos atendidos. Quando todos eles invadem a sala do Bruxo, eles descobrem que é apenas um palco de efeitos de Hollywood e que o Bruxo (Jeffrey Tambor) é apenas um homem comum, fingindo. Ele pediu o olho da bruxa para que ela não pudesse vê-lo como ele realmente era. Mesmo assim, ele continua a conceder seus desejos.  Dorothy finalmente se torna uma cantora na Terra de Oz, mas ela percebe que tudo o que ela realmente queria era voltar para casa e ficar com sua família. Depois de viajar de volta para Munchkinland, ela conhece Glinda, a Bruxa Boa do Sul (Miss Piggy), que diz a ela que se ela bater os calcanhares três vezes, ela poderá ir a qualquer lugar que desejar, ao contrário de como a Bruxa Boa de o Norte disse para chegar à Cidade das Esmeraldas. Ela o faz, dizendo "leve-me para casa, para a Tia Emma".
Ela é então levada pelo feitiço dos chinelos para o Kansas e, para sua surpresa, ela descobre que Caco estava procurando por ela, dizendo que ela tinha a melhor voz que eles ouviram em toda a busca, e que ela foi escolhida para vá na caça às estrelas. Dorothy, tendo se reunido com sua tia e tio, e sentindo que ela não está pronta para deixar o Kansas para se tornar uma verdadeira estrela, rejeita, mas tia Em diz que ela quer que ela vá com os Muppets em sua Caçada nas Estrelas, muito para ela surpresa ainda maior.  Ela e os Muppets terminam o filme cantando "Good Life" na televisão com eles no Muppet Theatre.

## Elenco
- Ashanti como Dorothy Gale: Uma adolescente kansas sonhando em deixar sua casa e se tornar uma cantora.
- Queen Latifah como Tia Emma: Tia de Dorothy e coproprietária do restaurante da família no Kansas.
- David Alan Grier como Tio Henry: Tio de Dorothy e co-proprietário do restaurante da família.
- Jeffrey Tambor como O Mágico de Oz: O lendário Mágico de Oz. Esta é a segunda aparição de Tambor em um filme de Muppets, a primeira sendo  Muppets from Space (1999).
- Quentin Tarantino como ele mesmo: Em uma curta aparição com Caco, o Sapo, Tarantino discute ideias violentas sobre como deter a Bruxa Má do Oeste.

Versão extendida
- Kelly Osbourne como Dorothy Gale pós-reforma: Aparece em uma breve aparição como Dorothy quando ela sai da Magic Makeover Machine na Cidade das Esmeraldas.

### Elenco dos Muppets
- Steve Whitmire como:
  - Caco, o Sapo como ele mesmo/Espantalho: Um espantalho em busca de um cérebro. Espantalho é constantemente ridicularizado pelos corvos em Oz, pois está indefeso e não pode fazer nada para detê-los. Antes da jornada de Dorothy, Caco organiza um caçador de talentos para uma estrela para um novo show. Após seu retorno, ele a contrata.
  - Beaker: Ele aparece como um Técnico da Cidade Esmeralda. Beaker também aparece no final do show dos Muppets.
  - Rizzo, o Rato, como ele mesmo / Prefeito de Munchkinland. Ele ocasionalmente ajuda Dorothy quando ela está em perigo. Antes da jornada de Dorothy, Rizzo é visto ajudando Bean Coelho a carregar o equipamento no ônibus dos Muppets. Ele retorna para o show dos Muppets no clímax.
  - Bean Coelho: Antes da jornada de Dorothy, Bean Coelho é visto ajudando Rizzo, o Rato, a carregar o equipamento no ônibus dos Muppets.
  - Statler como Kalidah Critic #1. Ele incomoda Dorothy e seus amigos enquanto tentam cruzar um tronco.

- Dave Goelz como:
  - Gonzo como ele mesmo/Coisa de Lata: Um robô em busca de um coração. Originalmente humana, a Coisa de Lata foi transformada em um robô pela Bruxa Má do Oeste, que estava com raiva dele por pedir para deixar seu palácio e se casar com sua noiva, Camilla, a Galinha. Ele também aparece no final do filme no show dos Muppets.
  - Dr. Bunsen Honeydew: Ele aparece como um Técnico da Cidade Esmeralda.  Ele também aparece no final do filme no show dos Muppets.
  - Waldorf como Kalidah Critic #2. Ele e o outro crítico Kalidah importunam Dorothy e seus amigos enquanto tentam cruzar um tronco.
  - Zoot: Ele faz backup das músicas "Naptime" e de "The Witch is in the House", e aparece no final do filme no novo show dos Muppets.
- Bill Barretta como:
  - Pepé, o Camarão Rei como Totó: um camarão de estimação de Dorothy e primeiro companheiro em sua jornada.  No Kansas, Toto era um camarão que vivia em um aquário no quarto de Dorothy.
  - Dr. Dentuço: Ele executa "Naptime", e também atua em "The Witch is in the House". Ele reaparece no final do filme no show dos Muppets.
  - Johnny Fiama: Ele aparece como um dos capangas da Bruxa Malvada do Oeste e é supostamente seu interesse amoroso.
  - Lew Zealand: Ele aparece brevemente na Cidade das Esmeraldas no evento do tapete vermelho, pedindo a Dorothy para assinar seu peixe bumerangue.
  - Cozinheiro Sueco: Ele fornece os flocos de farelo para o assistente.
  - Bubba, o Rato: Ele auxilia o prefeito de Munchkin Land a tirar Dorothy e o Leão de Poppyfields.
- Eric Jacobson como:
  - Miss Piggy como ela mesma: Ela aparece logo no início com Caco e tenta se livrar de Dorothy. Ela retorna no final do filme para o show dos Muppets.  Ela também aparecida como:
    - A Bruxa Má do Oeste: A Bruxa Malvada que aterroriza todos os que a conhecem.
    - Tattypoo, a Bruxa Boa do Norte: A Bruxa Boa que dá a Dorothy os chinelos de prata.
    - Glinda, a Bruxa Boa do Sul: A outra Bruxa Boa que mostra a Dorothy como voltar para casa.
    - Bruxa Malvada do Leste: O dono original dos chinelos mágicos que foi morto pela queda da casa móvel de Dorothy.

  - Urso Fozzie como Ele mesmo/Urso Covarde: Uma história em quadrinhos nervosa e assustada do leão que acompanha Dorothy e os outros em sua jornada. Fozzie aparece no final do filme no show dos Muppets.
  - Animal: Atua nas canções "Naptime" e "The Witch is in the House", e aparece no final do filme no novo show dos Muppets.
  - Sam, a Águia: Ele aparece como o Guardião dos Portões.
- Brian Henson como:
  - Sal Manilla como Sal, um Macaco Voador: Ele acompanha Johnny em grande parte do filme.
- Kevin Clash como:
  - Clifford: Ele aparece como o gerente do Poppy Field Club.
- Palha: Ele aparece brevemente em Poppyfields.
  - Cachorro Preto como Macaco Voador
- John Kennedy como:
  - Angel Marie como Macaco Voador: Um servo da Bruxa Má do Oeste.
  - Floyd Pepper: Ele atua em "Naptime" e "The Witch is in the House", e aparece no final do filme no novo show dos Muppets.
- Rickey Boyd como:
  - Scooter: Ele aparece como o assistente do Bruxo.
  - Crazy Harry como Macaco Voador.
- Tyler Bunch como:
  - Janice: Ela atua em "Naptime" e "The Witch is in the House", e aparece no final do filme no novo show dos Muppets.
  - Old Tom como Macaco Voador
- Julianne Buescher como
  - Dama Verde do Mago e Formas de Frango
- John Henson como
  - Sweetums como Macaco Voador: Ele fornece as chaves para a fuga do Leão Covarde de sua gaiola.
- Mike Quinn como
  - Spotted Dick como Macaco Voador
- Allan Trautman como:
  - Corvo: Ele incomoda o Espantalho
  - Calico como Macaco Voador
- Drew Massey como
  - Aretha como Macaco Voador
- Alice Dinnean como:
  - Camilla, a Galinha: A namorada do Coisa de Lata.  Os dois são reunidos mais tarde no filme.
  - Foo-Foo: Foo-Foo aparece como o animal de estimação da Bruxa Má do Oeste.

Whitmire e Goelz fazem participações especiais na tela como membros da audiência no Jantar da Tia Emma durante o final.

## Produção
Quando a The Walt Disney Company adquiriu a franquia Muppets da The Jim Henson Company em fevereiro de 2004, os Muppets foram reintroduzidos ao público por produtos de marketing e aparecendo em programas de televisão como Good Morning America e America's Funniest Home Videos, depois de um novo filme intitulado The Muppets' Wizard of Oz foi anunciado pela The Jim Henson Company, Fox Television Studios, Touchstone Television, e a The Muppets Holding Company assinou contrato para ajuda produzi-lo.
As filmagens aconteceram ao longo de setembro de 2004 em Vancouver, British Columbia. Antes das filmagens, a ABC anunciou que a produção adaptaria elementos do livro original de 1900, ao invés do filme de 1939. Como os Sapatos Prateados em vez dos chinelos Rubi. Em 25 de agosto de 2004, foi anunciado que Hilary Duff, Jessica Simpson e Ashanti haviam feito o teste para o papel de Dorothy Gale, mas Ashanti ganhou o papel. Quando questionada sobre como se sentia trabalhando com os Muppets, Ashanti respondeu: "Eu amo crianças e, para mim, os Muppets são como crianças." Ela também afirmou: "O diretor teve que me dar algumas dicas e sugestões para atuar com eles, mas a coisa mais importante que aprendi foi a manter contato visual." Também em agosto de 2004, a BBC News informou que Quentin Tarantino apareceria no filme.

## Música
Michael Giacchino, que já havia trabalhado em um projeto relacionado aos Muppets, o videogame Muppet Monster Adventure, se tornaria um compositor vencedor do Oscar. Giacchino trabalhou ao lado de Jeannie Lurie, Adam Cohen, Debra Frank e Steve L. Hayes para escrever cinco músicas originais para o filme: "Kansas", "When I'm with You", "The Witch is in the House", "Nap Time" and "Good Life".
"When I'm with You" foi indicado ao Primetime Emmy na categoria Melhor Música e Letras mas perdeu para "Mary Jane/Mary Lane" do Reefer Madness. Ashanti e o elenco dos Muppets, principalmente Barretta e Jacobson, contribuíram com os vocais de cada uma das músicas. Ted Kryczko produziu o álbum, Booker T. Washington White preparou as músicas para gravação, e Paul Silveira e Brandon Christy mixaram as músicas.

### Trilha sonora
A trilha sonora oficial de The Muppets' Wizard of Oz foi lançada em 17 de maio de 2005. O álbum foi uma trilha sonora aprimorada intitulada Best of Muppets featuring The Muppets' Wizard of Oz, pois não era uma trilha sonora específica do filme, mas um álbum com as melhores músicas dos Muppets do The Muppet Show, bem como músicas do filme.
Lista de músicas
1. "(Gotta Get Outta)[12] Kansas" - Ashanti
2. "When I'm With You" – Ashanti, Kermit, Gonzo, Fozzie & Pepe
3. "The Witch Is in the House" – Miss Piggy com Dr. Teeth and The Electric Mayhem
4. "Calling All Munchkins" – The Munchkin Tap-Your-Knuckles Choir
5. "Good Life" – Ashanti
6. "Nap Time" – Dr. Teeth and The Electric Mayhem
7. "The Muppet Show Theme" – The Muppets
8. "Mah Nà Mah Nà"– Mahna Mahna & the Two Snowths
9. "Bein' Green"– Kermit the Frog
10. "Rainbow Connection" – Kermit & Muppets With Sesame Street Gang
11. "Lady of Spain" – Marvin Suggs & his Muppaphone
12. "Halfway Down the Stairs"– Kermit & Robin
13. "What Now My Love?" – Miss Piggy
14. "Tenderly" – Dr. Teeth and The Electric Mayhem
15. "Happy Feet" – Kermit and the Frog Chorus

## Lançamento
The Muppets' Wizard of Oz estreou em 27 de abril de 2005 no Festival de Cinema de Tribeca. A estréia na televisão foi em 20 de maio de 2005 às 20h00 na ABC nos Estados Unidos. No Canadá, foi ao ar na CBC Television, e no Reino Unido em 18 de dezembro de 2005. Nos Estados Unidos, a trilha sonora oficial do filme foi lançada em 17 de maio de 2005. A Walt Disney Home Entertainment lançou em DVD e VHS em tanto nos EUA quanto em territórios internacionais. O filme foi lançado em DVD e VHS da Região 1 em 9 de agosto de 2005. O DVD da Região 2 foi lançado em 3 de abril de 2006. O filme foi classificado como U pelo British Board of Film Classification, K-3 na Finlândia, e G na Austrália. O DVD e VHS foram lançados sob o título Versão Extendida (Extended Version) nos EUA e na Edição de Aniversário (Anniversary Edition) fora dos EUA. A versão estendida contém 20 minutos de cenas cortadas do filme, incluindo as cenas das participações especiais de Kelly Osbourne e Quentin Tarantino. O DVD e o VHS incluíram uma entrevista estendida com Quentin Tarantino, um rolo de blooper e uma olhada nos bastidores do filme guiada por Pepe, o Camarão. Nos Estados Unidos, o lançamento em DVD e VHS do filme teve uma proporção de 1,33:1 (Tela cheia), enquanto as versões internacionais estão na proporção original de 1,78:1 (Tela ampla). Durante a promoção anual do Flower Show da Macy's, as vitrines da loja ao longo da Broadway exibiram arranjos de flores ilustrando seis cenas do filme, enquanto a loja vendia mercadorias relacionadas ao The Muppets' Wizard of Oz, como bonecos de pelúcia.

### Recepção critica
7,75 milhões de telespectadores assistiram The Muppets' Wizard of Oz em sua noite de estreia na televisão nos Estados Unidos; foi classificado como o quadragésimo segundo programa de televisão mais assistido da semana. Michael Schneider da Variety escreveu que "teve um desempenho sólido... particularmente com adultos de 18 a 34, crianças e adolescentes." O filme recebeu críticas negativas da crítica.  No Rotten Tomatoes, o filme atualmente tem uma avaliação de 38%, com base em 8 avaliações. Para a resposta positiva do filme, Kevin Carr afirmou que "Quando você cavar e realmente". MaryAnn Johanson do Flick Filosopher disse que, "Não está no mesmo nível da loucura do filme dos Muppets antigamente, mas está muito perto." De acordo com a crítica de Bums Corner, o filme foi um "prazer para todas as idades, e que foi uma brincadeira colorida, musical e bem-humorada". Keith Allen do Movie Rapture deu ao filme 2,5 estrelas de 3, explicando que o humor do filme era surpreendentemente inteligente e que o filme frequentemente fazia você rir Os Mutant Reviewers comentaram que, embora o contrato dos Muppets com a Walt Disney tenha sido "decepcionante", o filme conseguiu ser engraçado e espirituoso.
Para a resposta negativa do filme, David Nusair da Reel Film Reviews advertiu que o filme era "estritamente para crianças". Nusair afirmou que embora Ashanti possa cantar, ela não pode atuar. Joshua Tyler, do Cinema Blend, explicou que Dorothy visitar o Mágico de Oz para se tornar uma estrela em vez de voltar para casa foi um grande erro, e que mostrou como a sociedade se tornou superficial. RJ Carter of The Trades deu ao filme um B-, também afirmando que o desejo de Dorothy de se tornar uma estrela era egoísta. A análise de Ultimate Disney descobriu que a versão estendida do filme fez mais mal do que bem; Andy Dursin, do The Aisle Seat, disse que o filme original era "enfadonho" e que a versão estendida era uma melhoria. Cold Fusion Video sentiu que embora o filme fosse divertido, faltava-lhe o coração e a inteligência dos filmes dos Muppets de Jim Henson. Bryan Pope do DVD Veredict disse que o filme drenou o espírito dos Muppets e foi um pouco gratuito. As críticas da TV Techtite sentiram que o filme foi mal feito em todos os níveis, e que o filme estava na extremidade superior da TV-PG. Outros críticos achavam que a tentativa do filme de atrair um público mais velho e maduro era, em última análise, uma má ideia. Kerry Bennett, da Parent Previews, alertou que às vezes o filme fica "perigosamente fora do curso" devido a um excesso de conteúdo sexual e violência. Humor referencial ao casamento de Jennifer Lopez, sapatos de prata estilo Manolo Blahnik e filmes como Girls Gone Wild, The Passion of the Christ, Apocalypse Now e Kill Bill: Volume 1 foram vistos como muito maduros. Cold Fusion Video julgou a participação especial de Kelly Osbourne como "inútil". Dursin comparou as duas participações especiais e descobriu que a participação de Tarantino arrastou o filme. Os críticos se dividiram quanto aos méritos da adaptação modernizada da ABC para confiar em elementos do enredo do  romance original em vez do icônico filme de 1939.